# Most-Raša
Most-Raša is een plaats in de gemeente Raša in de Kroatische provincie Istrië. De plaats telt 91 inwoners (2001).